# أرنوسيريس
أرنوسيريس (Arnoseris) هو جنس أحادي النمط من النباتات المزهرة من فصيلة النجمية.
النوع الوحيد المعروف هو أرنوسيريس مينيما (Arnoseris minima)، موطنه الأصلي أوروبا، المغرب، والشرق الأوسط؛ ويوجد في أجزاء من شمال شرق أمريكا الشمالية (نوفا سكوشا، نيو برونزويك، جزيرة الأمير إدوارد، وفي الولايات المتحدة: مين، نيو هامبشاير، بنسلفانيا، أوهايو، وميشيغان). تم وصفه للمرة الأولى في عام 1811. وهو نبات عشبي ويبلغ الحد الأقصى لارتفاعه 30 سم.

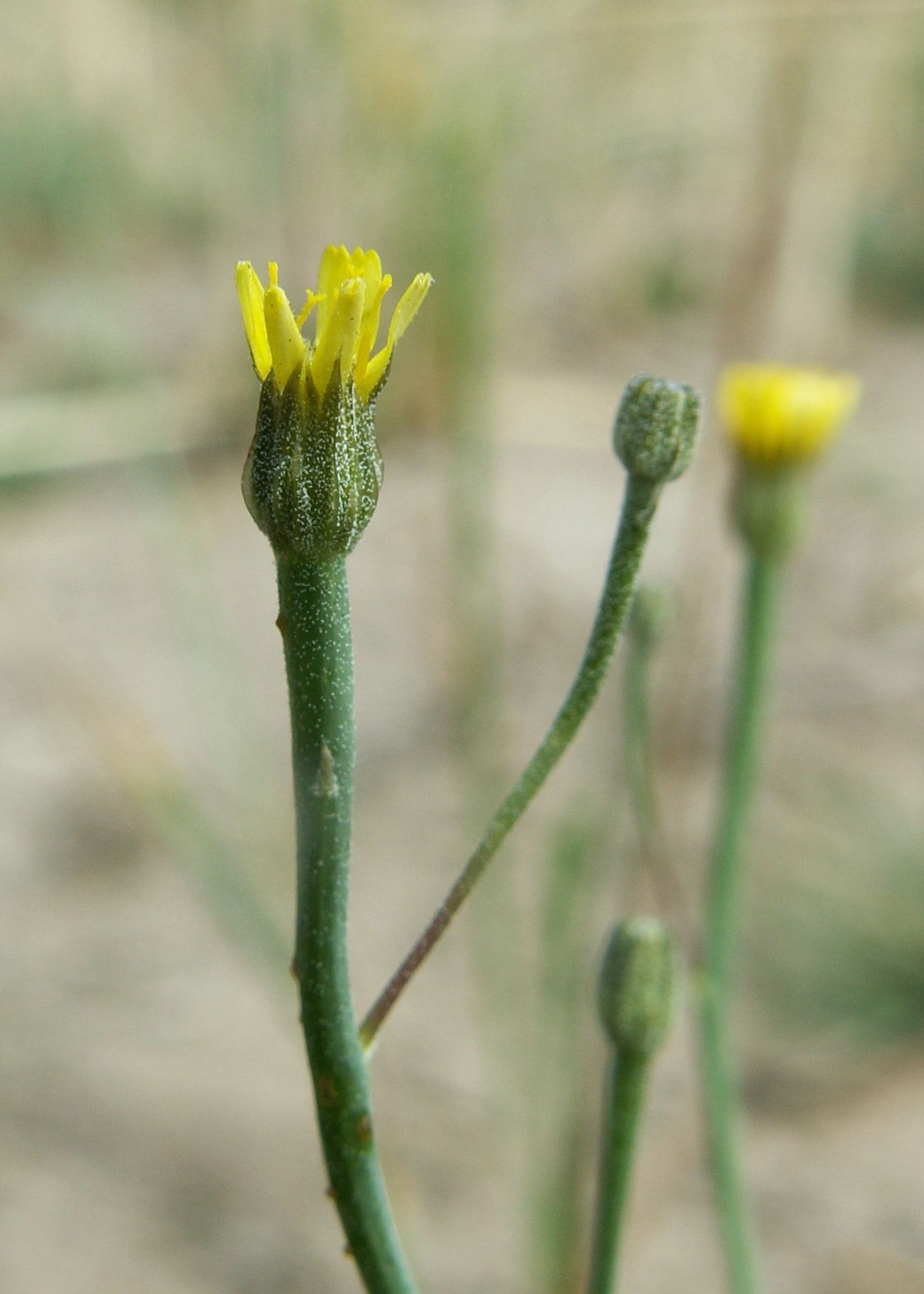
صورة ملتقطة لأرنوسيريس في بولندا

انقرض في الجزر البريطانية في عام 1971.